# Karl Hedin (företag)

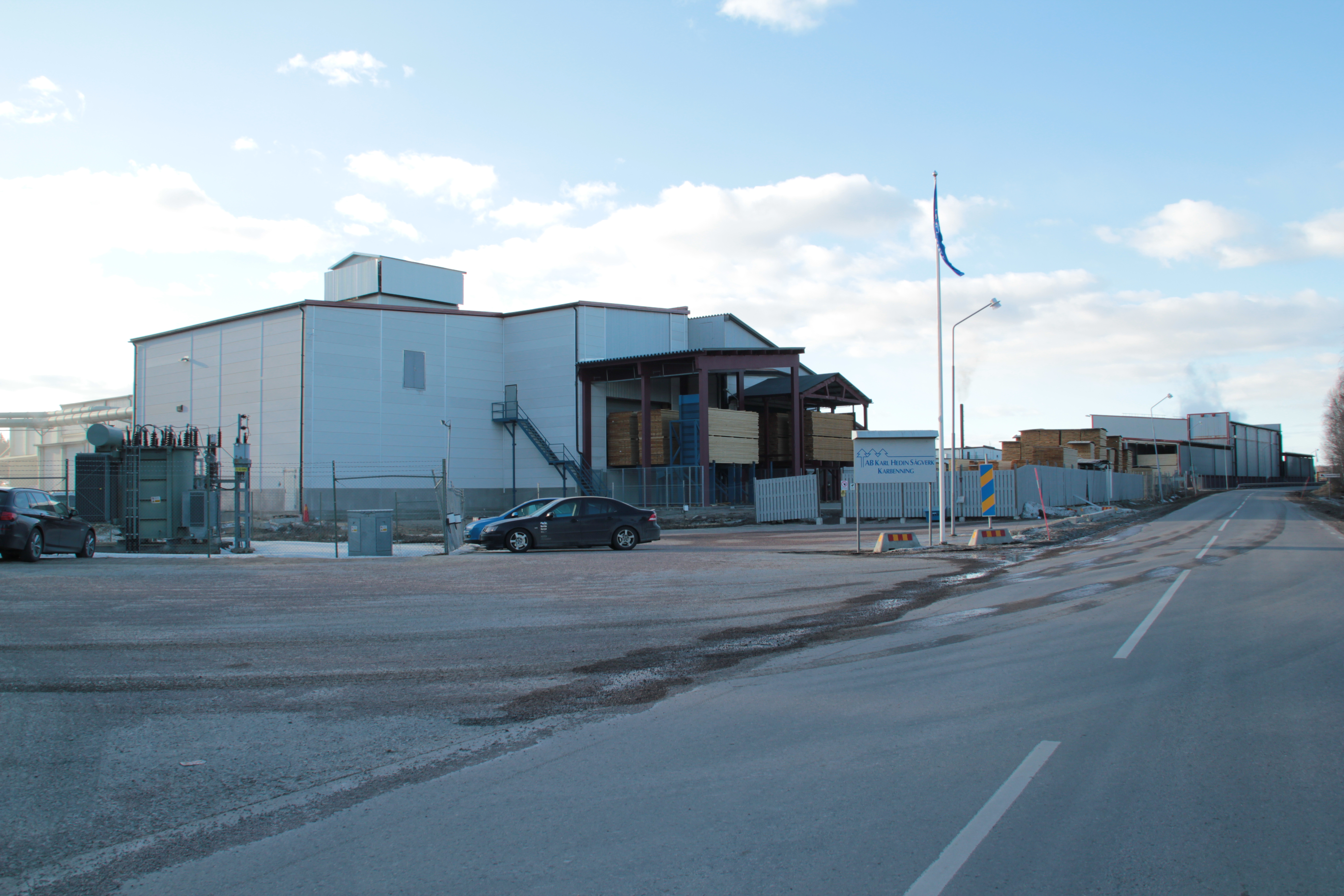
Karbenning Sågverk och Hyvleri i Karbenning

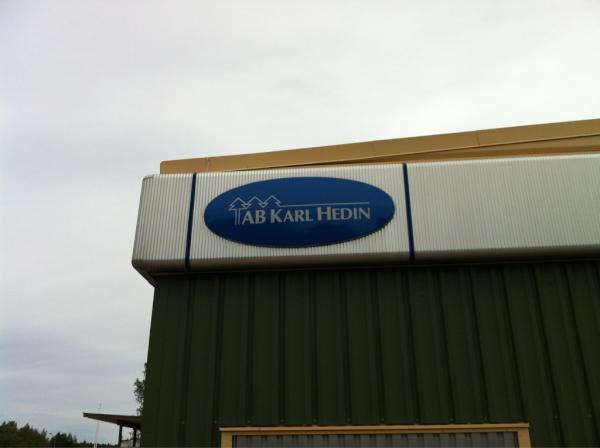
AB Karl Hedin i Hagfors

AB Karl Hedin är ett svenskt sågverks-, emballage- och handelsföretag med verksamhet i Sverige och Estland. Företaget grundades i början av 1900-talet av Karl Hedin (1885–1969) och har cirka 950 anställda med en omsättning på cirka 3,0 miljarder kronor. Koncernens huvudkontor ligger i Fagersta. Bolaget investerar i skog samt i noterade och onoterade aktier. Största onoterade innehavet är AB Karl Hedin Industri.
Bolaget var ett av de bolag som drabbades hårdast av skogsbranden i Västmanland 2014, men kunde genom försäkringsersättningar byta till sig annan skog från Naturvårdsverket samt köpa ny skog, vilket ledde till större skogsinnehav än tidigare.
Företaget ägs av Karl Hedin, sonson till grundaren med samma namn.